# Paragnetina fumosa
Paragnetina fumosa är en bäcksländeart som först beskrevs av Banks 1902.  Paragnetina fumosa ingår i släktet Paragnetina och familjen jättebäcksländor. Inga underarter finns listade i Catalogue of Life.